# Кёниг, Густав
Гу́став Кёниг (нем. Gustav König) (21 апреля 1808, Кобург — 30 апреля 1869) — немецкий живописец.

## Биография
Художественное образование получил в мюнхенской академии под руководством Юлиуса Шнорра фон Карольсфельда.
Снискал себе известность рисунками для народных изданий. Им исполнен ряд рисунков, изображающих сцены из времён Реформации, инициалы для сборника лютеровских хобалов (отсюда — данное ему прозвище: «Лютеровский Кёниг»), большой рисунок «Святой Бонифаций проповедует христианство в Германии», картинки для народной азбуки «Goldene ABC» (гравированы Тетером), 48 композиций на темы псалмов Давида (гравюры исполнены Тетером и Мерцем) и 12 сцен из его истории.
Несколько картин Кёнига, написанных масляными красками и изображающих эпизоды из жизни Давида и Лютера, не столь удачны, как его рисунки.